# Kirke (mitologia)
Kirke, Circe, Cyrce (gr. Κίρκη Kírkē, łac. Circe) – w mitologii greckiej córka Heliosa i jednej z nimf – Perseis (lub według innych źródeł Hekate), siostra Ajetesa i Pazyfae.
Wróżbitka i czarodziejka, jedna z postaci występujących w Odysei. Prawdopodobnie mieszkała na wyspie Ajai. Przez rok przetrzymywała powracającego spod Troi Odyseusza, zamieniwszy jego towarzyszy w świnie. Urodziła mu syna Telegonosa.
Jej zasługą było m.in. oczyszczenie Jazona i Medei (którym odmówiła gościny) z winy za zabójstwo Apsyrtosa.